# Charles Degotte
Charles Degotte (Verviers, 4 juli 1933 - Brussel 20 april 1993) was een Belgische stripauteur. Hij is vooral bekend van zijn strip De flagada.

## Strips
Charles Degotte werkte van 1961 tot 1993 voor striptijdschrift Spirou / Robbedoes. Hij begon er als tekenaar in de tekenfilmstudio TVA van uitgeverij Dupuis. Hij werd geholpen door zijn stadsgenoot Raymond Macherot, die de tekeningen uitkoos die Degotte best aan uitgever Charles Dupuis zou voorleggen. Vanaf 1968 was Degotte niet enkel als tekenaar werkzaam voor Spirou, maar stond hij ook in voor de lay-out van het magazine. De flagada, een strip over een vliegend wezen met een propeller als staart, verscheen van 1961 tot 1988 in Spirou. De strip kende een bescheiden succes en verscheen gedurende drie decennia in het blad. Toch verschenen er geen albums van deze strip bij uitgeverij Dupuis. Vanaf 1984 tekende Degotte ook de strip Les motards.

## Ander werk
Charles Degotte schreef ook kinderboeken, waarvan enkele samen met zijn echtgenote Luce. Verder werkte Degotte ook als animator voor de televisie.

## Overlijden
Charles Degotte pleegde zelfmoord, na een lange depressie.
- Bibliothèque nationale de France: cb12040283b (data)
- International Standard Name Identifier: 0000 0000 0655 4646
- Library of Congress Control Number: no2011081856
- Nederlandse Thesaurus van Auteursnamen: 07300247X
- Système universitaire de documentation: 160987059
- Virtual International Authority File: 4948064
- WorldCat: E39PBJrGxXxwh4GHy3XFm8vWDq